# روبرت جوليت
روبرت جوليت (بالإنجليزية: Robert Goulet)‏ مواليد 26 نوفمبر 1933 في لورانس، الولايات المتحدة - الوفاة 30 أكتوبر 2007 في لوس أنجلوس، هو ممثل أمريكي بدأ مسيرته الفنية سنة 1951. فاز بجائزة توني. امتدت مسيرته الفنية لأكثر من 56 عاما.

## الأعمال

### أفلام
- أتلانتك سيتي (1980)
- بيتلجوس (1988)
- حكاية لعبة 2 (1999)

### مسلسلات
- ذا لوسي شو (1967) (بدور: تشاك ويليس)
- ميشين إمبوسيبول (1972)
- قارب الحب (1978)
- جزيرة الفنتازيا (1980)
- عائلة سيمبسون (1993)
- بوي ميتس ورلد (1994)
- الفسحة (1998)
- ذا كينغ أوف كوينز (2006)
- صديقي المفضل هو قرد (2008)

## وصلات خارجية
- روبرت جوليت على موقع IMDb (الإنجليزية)
- روبرت جوليت على موقع الموسوعة البريطانية (الإنجليزية)
- روبرت جوليت على موقع ألو سيني (الفرنسية)
- روبرت جوليت على موقع ميوزك برينز (الإنجليزية)
- روبرت جوليت على موقع أول موفي (الإنجليزية)
- روبرت جوليت على موقع قاعدة بيانات برودواي على الإنترنت (الإنجليزية)
- روبرت جوليت على موقع قاعدة بيانات الأفلام السويدية (السويدية)
- روبرت جوليت على موقع إن إن دي بي (الإنجليزية)
- روبرت جوليت على موقع أول ميوزيك (الإنجليزية)
- روبرت جوليت على موقع ديسكوغز (الإنجليزية)

- الموقع الرسمي